# Hawaiigås
Hawaiigås (Branta sandvicensis), hawaiiska Nene, är en fågel inom släktgruppen gäss, endemisk för ögruppen Hawaiiöarna och ögruppens nationalfågel.

## Taxonomi
Hawaiigåsen utvecklades ur kanadagäss (Branta canadensis), som med största sannolikhet migrerade till Hawaii för 500 000 år sedan, en kort tid efter att ön Hawaii formades. Dessa kanadagäss är det genetiska ursprunget för både hawaiigåsen såväl som den förhistoriska Nēnē-nui (Branta hylobadistes).

## Utbredning och biotop
Den lever ursprungligen i bergen på ön Hawaii. Den introducerades på Maui, och förrymda individer har etablerat en vild population på Kauai. Den häckar ursprungligen på lavafält, det vill säga på land till skillnad från merparten av arterna inom familjen änder.

## Utseende
Den har svart huvud, sandfärgade kinder och dess ljust gråbeige hals är djupt fårad av svarta streck. Näbben och benen är gråsvarta. Könen är lika men honan är något mindre. Ryggen, kroppssidorna och vingovansidorna är grå med kraftiga tvärgående mörkare streck. Undergumpen är vit och stjärten svart.

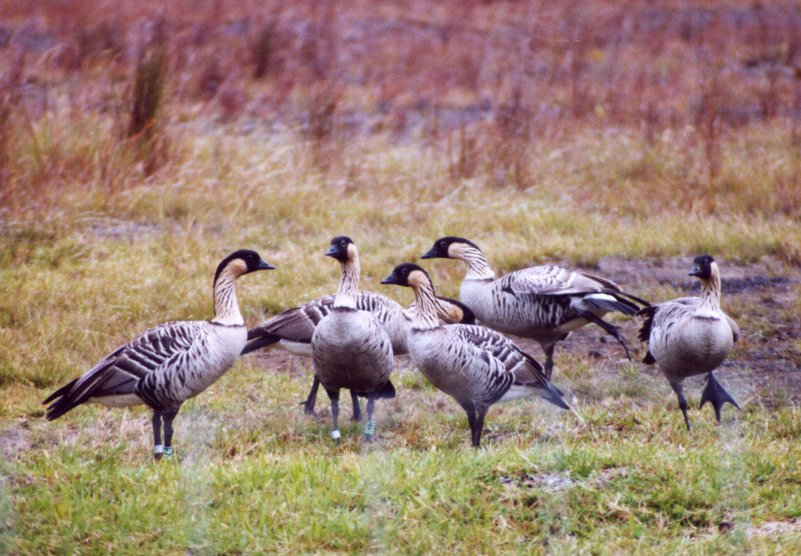
Hawaiigäss

Simhuden mellan de starka tårna är tillbakaväxt vilket är en anpassning till dess liv på land. 

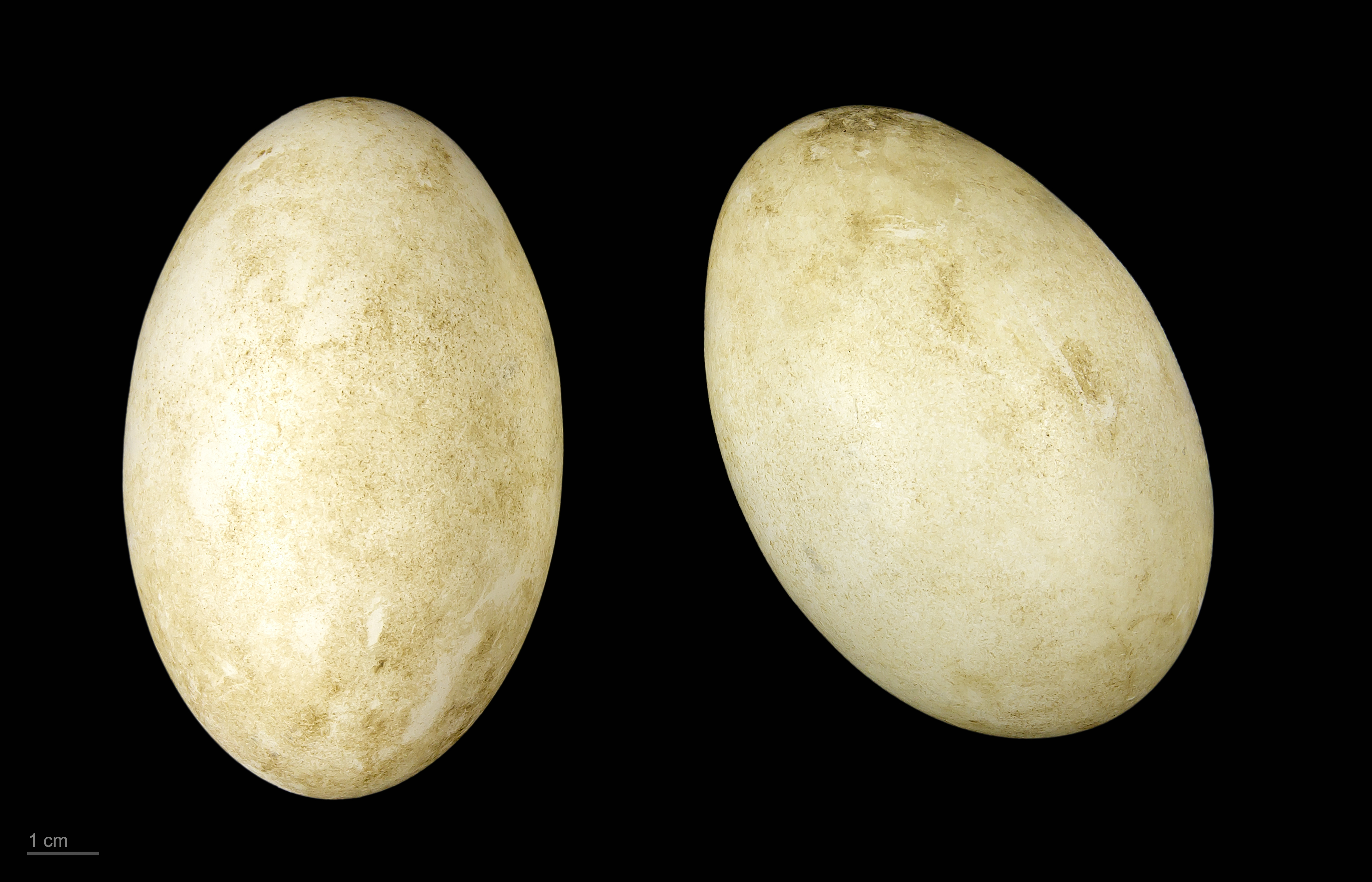
Branta sandvicensis

## Status
Hawaiigåsen är idag världens mest ovanliga gås. Historiskt var den mycket vanlig på Hawaii men på grund av habitatförstöring och introducerade predatorer som manguster, grisar och katter minskade populationen kraftigt och 1952 fanns det bara 30 individer kvar. Det har dock visat sig att den förökar sig bra i fångenskap och dessa har senare återplacerats i det vilda. 2018 uppskattades beståndet bestå av 3 253 individer, varav 1 104 på huvudön Hawaii, 627 på Maui, 37 på Molokai, 1 482 på Kaua‘i och två på Oahu. Sedan 2021 anses den inte längre vara hotad av internationella naturvårdsunionen IUCN.